# Цари Мессении
Цари Мессении — монархи, правившие на территории древней Мессении, столицы — Андания, Арена, Пилос, Феры, Стениклера.
| Цари Мессении (Лелегиды) |
| - Поликаон - неизвестные |

| Цари Мессении (Эолиды) | Цари Пилоса (западное побережье Мессении) |
| - Периер - Афарей      | - Амифаон - Пилас                         |

| Цари Мессении (Эолиды)                                                                 | Цари Пилоса (Нелеиды)                          | Цари Фер                                       |
| - Афарей - Левкипп - Линкей и Идас - территория перешла во владение Атридов из Лаконии | - Нелей - Нестор - Периклимен - Арет - Антилох | - Фарис - Орсилох - Диоклес - Горгас и Никомах |

Разделение Мессении на три царства
| 1-е царство (Цари Пилоса)           | 2-е царство                      | 3-е царство                  |
| - Пенфил - Бор - Андропомп - Меланф | - Антилох - Пеон - сыновья Пеона | - Писистрат I - Писистрат II |

Вторжение дорийцев
| Гераклиды (Эпитиды) |
| Эпитиды (др.-греч. Αιπυτιδών) — дорийская царская династия (частично или полностью легендарная), третья династия правившая в древней Мессении (Древняя Греция) в XI — 724 год до н. э.. Ветвь рода Гераклидов. Родоначальником династии считается Эпит сын Кресфонта. Первоначально столицей новой династии стал город Пилос, позднее Кресфонт перенес столицу в Стениклеру. - Кресфонт (1-я половина XI века до н. э.) - Полифонт (XI век до н. э.) - Эпит (Телефонт) (XI век до н. э.) - Главк (X век до н. э.) - Истмий (X век до н. э.) - Дотад - Сибота (IX век до н. э.) - Финт (2-я половина IX века до н. э.) - Антиох (до 745 года до н. э.) совместно с - Андрокл (до 746 года до н. э.) - Эвфай (745—732) - Аристодем (732—724 годы до н. э.) |

После совершившего самоубийство Аристодема, царя в Мессении решили не выбирать. Для борьбы против Спарты был назначен полководец Дамис из рода Эпитидов, которому дали неограниченную власть. Дамис в свою очередь установил триумвират, взяв в соправители Филея и Клеонниса. Однако вскоре Мессения была всё-таки завоевана Спартой, часть мессеанского населения мигрирует из захваченного государства в Аргос, Сикион и Элевсин.
Мессения оставалась в зависимости от Спарты и получила независимость только в 369 году до н. э. после поражение Спарты от города Фив.
Из рода Эпитидов вышли также известные мессенские военачальники:
- Клеоннис — главнокомандующий мессенской армией при царе Эвфае, полководец времен Первой Мессенской войны
- Пифарат — военачальник при царе Эвфае, полководец времен Первой Мессенской войны
- Антандр — военачальник при царе Эвфае, полководец времен Первой Мессенской войны
- Филей — полководец времен Первой Мессенской войны и помощник Дамиса
- Аристомен (685—668) — правитель Мессении во время Второй Мессенской войны